# Турчин Анастасія Єгорівна
Анастасія Єгорівна Турчин (нар. 3 січня 1995, Рівне, Україна) — українська спортсменка-дзюдоїстка, майстер спорту України міжнародного класу. Чемпіонка Європи з дзюдо (2013, 2014, 2016), чемпіонка України з дзюдо (2015-го, 2016). Тренери: Михайло Романкевич, Віталій Дуброва.

## З життєпису
Народилася в сім'ї бразильця і українки (батько проживає у Франції, мати в Іспанії, а сама Анастасія проживає в Києві). Має військове звання молодший сержант і працює спортсменом-інструктором спортивної команди спортивного клубу Національної гвардії України.
Навчається в аспірантурі Сумського державного університету. Анастасія Турчин пройшли відбір на Олімпійські ігри в Токіо 2020.

## Основні досягнення
Анастасія Турчин посіла наступні місця :
- Чемпіонка Європи U17 — 2011
- Чемпіонка Європи U23 — 2013, 2016
- Чемпіонка Європи U21 — 2014
- Переможниця Кубка Європи Братислава — 2016
- Переможниця Кубка Європи U20 (21) Пакш — 2012 Прага — 2012, Київ — 2013, Пакш — 2014 року, Вроцлав — 2014
- Чемпіонка України — 2014 року, 2015-го, 2016
- Переможниця Кубка України — 2016
- Чемпіонка України U23 — 2015-го, 2016
- Чемпіонка України U20 (21) — 2012, 2013, 2015
- Переможниця Кубка України — 2013, 2016
- Переможниця VI Всеукраїнських юнацьких ігор — 2011

- Срібна призерка чемпіонату України U23 — 2010 2012
- Срібна призерка Кубка Європи U17 Ширк — 2011
- Срібна призерка чемпіонату Україні — 2011
- Срібна призерка Кубка Європи U20 Київ — 2012
- Срібна призерка відкритого Континентального Кубка Софія — 2017
- Срібна призерка Кубка України — 2014
- Срібна призерка чемпіонату України U20 — 2010
- Срібна призерка V Всеукраїнських юнацьких ігор — 2009

- «Tbilisi Grand Prix 2017»[9][10]
- Бронзова призерка Grand Slam Казань — 2021
- Бронзова призерка Grand Slam Абу-Дабі — 2016
- Бронзова призерка Відкритого континентального Кубка Софія — 2013, 2014, Таллінн — 2016
- Бронзова призерка чемпіонату Європи U23 — 2014
- Бронзова призерка чемпіонату Європи U21 — 2013
- Бронзова призерка чемпіонату світу U17 — 2011
- Бронзова призерка Кубка Європи U21 Ліберец — 2013
- Бронзова призерка Кубка Європи U17 Ширк — 2010 Тепліце — 2010
- Бронзова призерка Кубка України — 2012
- Бронзова призерка чемпіонату України U23 — 2011
- Бронзова призерка чемпіонату України U20 — 2011
- Бронзова призерка чемпіонату України U17 — 2010